# Ducado de Sajonia-Saalfeld
El Ducado de Sajonia-Saalfeld fue uno de los ducados sajones sostenido por la línea Ernestina de la dinastía Wettin. Fue fundado en 1680 para Juan Ernesto, séptimo hijo de Ernesto I, Duque de Sajonia-Gotha. Permaneció bajo este nombre hasta 1699, cuando Alberto, Duque de Sajonia-Coburgo, murió sin descendencia. Su hermano Juan Ernesto de Sajonia-Saalfeld se convirtió en el nuevo Duque de Coburgo. Sajonia-Saalfeld y Coburgo fueron gobernados en unión personal. El ducado fue renombrado como Sajonia-Coburgo-Saalfeld en 1735.

## Duques de Sajonia-Saalfeld
- Juan Ernesto (1675-1729)
- Cristián Ernesto (1729-1735)

Renombrado como Sajonia-Coburgo-Saalfeld